# 45 mm moździerz Brixia Mod. 35

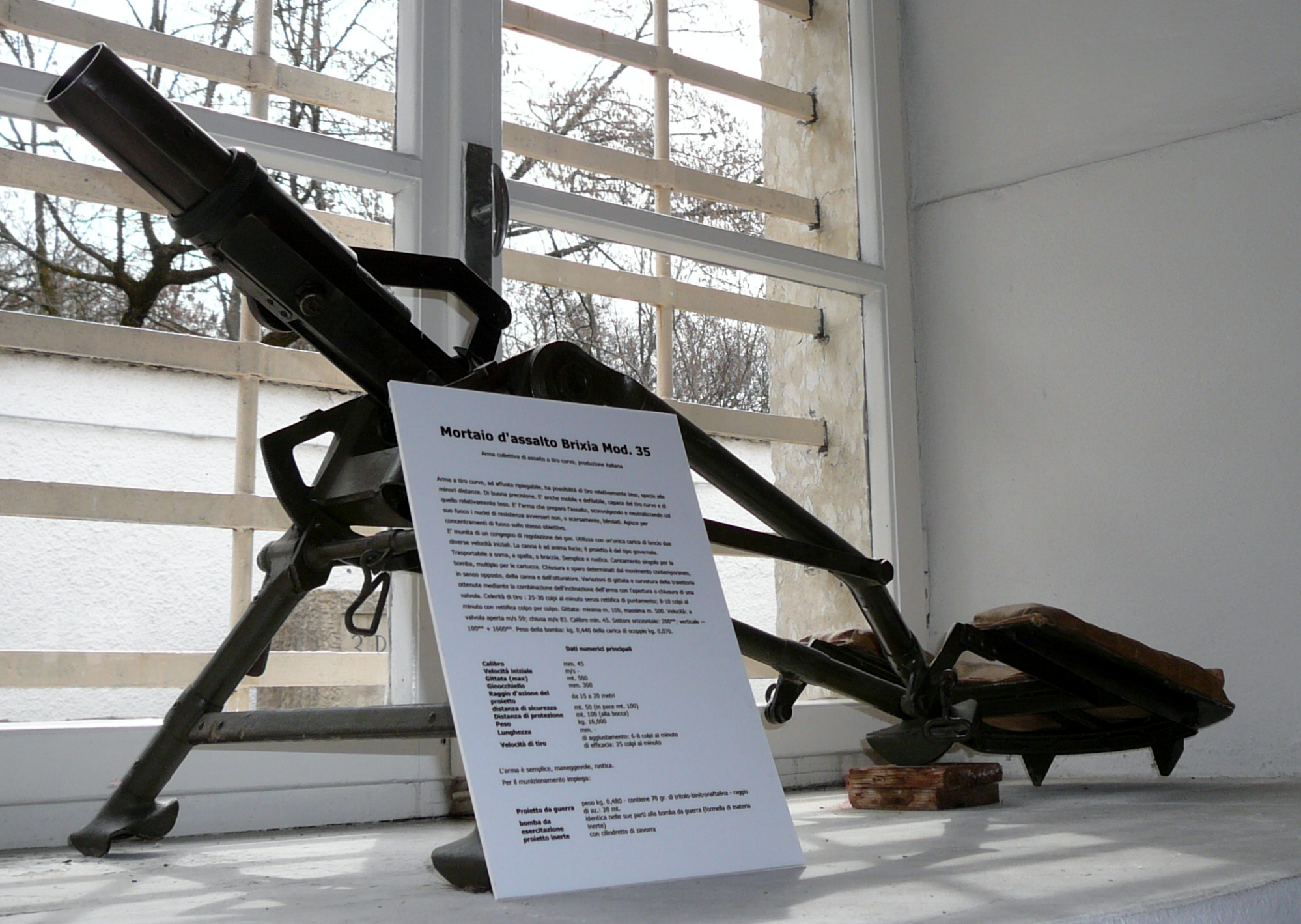
Brixia Modello 35

Brixia Modello 35 – włoski lekki moździerz piechoty (granatnik) kalibru 45 mm z okresu II wojny światowej. Była to nielubiana i nieudana broń, miała bardzo skomplikowaną konstrukcję i była bardzo czasochłonna, i droga w produkcji.
Moździerz ładowany był odtylcowo i używał amunicji rozdzielnego ładowania, ładunki prochowe umieszczane były w magazynku mieszczącym dziesięć ładunków, a pociski ładowane były ręcznie. Maksymalna donośność broni wynosiła ok. 530 m, odległość strzału mogła być regulowana poprzez zmianę kąta podniesienia lufy lub poprzez regulację otworów wentylacyjnych mieszczących się w lufie. Masa pocisku wynosiła ok. 450 g. Teoretyczna szybkostrzelność maksymalna wynosiła ok. 18 strzałów na minutę, w praktyce wynosiła 8-15 strzałów.
Broń była używana przez wojska włoskie do końca II wojny światowej, zdobyczne egzemplarze używane były przez wojska australijskie w czasie kampanii afrykańskiej.
W wojsku włoskim moździerz był bronią batalionową (w przeciwieństwie do innych armii tego okresu średnie moździerze 81 mm, Mortaio da 81/14 Modello 35, używane były jako artyleria pułkowa, a nie batalionowa), do każdego batalionu piechoty przedzielone były dwa plutony, każdy wyposażony w dziewięć moździerzy.

## Dane taktyczno-techniczne
- Kaliber: 45 mm
- Długość lufy: 260 mm
- Masa własna: 15,5 kg
- Kąt podniesienia lufy: +10° do +90°
- Prędkość wylotowa pocisku: 83 m/s
- Zasięg maksymalny: 530 m
- Zasięg minimalny: 120 m